# FC Nancy
Der Football Club de Nancy war ein französischer Fußballverein aus Nancy, der Hauptstadt des Départements Département Meurthe, das 1871 mit einem kleinen Stück des ursprünglichen Département Moselle ins Département Meurthe-et-Moselle aufging, in der Region Grand Est.
Gegründet wurde er 1901 unter dem Namen Stade Universitaire Lorrain; von 1935 bis zu seiner Auflösung im Juni 1965 hieß er dann FC Nancy – abgesehen von einer kurzen Phase als Stade Lorrain (1943/44).
Die Vereinsfarben des FC Nancy waren Rot und Weiß; die Ligamannschaft spielte ab 1922 im  Stade du Parc des Sports du Pont d'Essey (gelegentlich auch Stade de l'Université genannt), das um 1960 in Stade Marcel-Picot umbenannt wurde und in dem heute die AS Nancy ihre Heimspiele austrägt.

## Geschichte
Vor und in den ersten Jahren nach dem Ersten Weltkrieg rekrutierte Stade Universitaire Lorrain seine Spieler hauptsächlich aus der Studentenschaft und machte im Fußball kaum sportliche Schlagzeilen. Das änderte sich nach dem Neubau eines vereinseigenen Stadions, den der langjährige Vorsitzende Marcel Picot gegen alle Widrigkeiten erfolgreich durchsetzte. 1935 erhielt die daraufhin in FC Nancy umbenannte Fußballabteilung ein Profistatut und spielte bis 1939 in der Division 2, in der sie 1939 als Dritter nur knapp den Aufstieg verpasste. Nach Kriegsausbruch und Einmarsch der deutschen Wehrmacht wurden in Frankreich zwar sogenannte „Kriegsmeisterschaften“ ausgetragen, aber Nancy trat erst in der Saison 1943/44 ins Rampenlicht: als Regionalauswahl (Équipe Fédérale Nancy-Lorraine) gewann die Mannschaft, die allerdings zu wesentlichen Teilen aus Spielern des FC Sochaux bestand, nach einem 4:0-Endspielsieg über die Équipe Fédérale Reims-Champagne (die danach wieder Stade Reims heißen durfte) überraschend den französischen Pokal, der dennoch nicht als Vereinserfolg gezählt wird. Wenigstens fand die Siegestrophäe ihren Weg in eine Vitrine im Hause Marcel Picots, immer noch Präsident des FCN, der auch für die Regionalauswahl verantwortlich war.
Nach der Befreiung Frankreichs stieg der FC Nancy am Ende der Saison 1945/46 in die höchste Spielklasse auf. Bis 1957 landeten die Lothringer fast immer bloß im unteren Mittelfeld der Tabelle, lediglich 1953 gelang ihnen ein achter Platz, und in diesem Jahr erreichten sie auch das Pokalendspiel, mussten sich darin allerdings Lille Olympique geschlagen geben. Immerhin hatte der FC von 1950 bis 1957 einen Spieler in seinen Reihen, um den ihn die erfolgreichsten Vereine nicht nur in Frankreich beneideten: Roger Piantoni schoss in dieser Zeit 91 Ligatreffer für seine Rot-Weißen und gewann 1951 gar die Torjägerkrone der Division 1. Gemeinsam mit Léon Deladerrière bildete er eine linke Sturmseite, die in Frankreich keine Konkurrenz zu scheuen brauchte, alleine aber nicht verhindern konnte, dass der FC Nancy 1957 in die zweite Liga abstieg.
Nach zwei Ab- und sofortigen Wiederaufstiegen hatte der Verein 1962 unter Trainer Mario Zatelli sein erfolgreichstes Jahr: Platz vier in der Division 1 und Einzug in das Pokalendspiel; allerdings behielt – wie 1953 – erneut der Gegner, diesmal die AS Saint-Étienne, die Oberhand. Ein Jahr danach allerdings stieg der FC Nancy wieder in die Division 2 ab, nur 12 Monate später sogar ins Amateurlager, und im Sommer 1965 wurde der FC Nancy aus finanziellen Gründen aufgelöst. Es sollte dann bis 1970 dauern, dass wieder ein Verein aus dieser Stadt, die AS Nancy, in die höchste französische Liga aufstieg.

## Ligazugehörigkeit und Erfolge
Profistatus hat der FC Nancy von 1935 bis 1943 und 1945 bis 1964 besessen; erstklassig (Division 1, seit 2002 in Ligue 1 umbenannt) spielte er 1946–1957, 1958/59 und 1960–1963.
- Französischer Meister: Fehlanzeige, beste Platzierung war Tabellenrang 4 (1961/62)
- Französischer Pokalsieger: Fehlanzeige (aber Finalist 1953, 1962 und „ideeller Gewinner“ 1944)

## Bekannte Spieler

### Französische Nationalspieler
Die Zahl der Länderspiele für den FC Nancy und der Zeitraum dieser internationalen Einsätze sind in Klammern angegeben
- Léon Deladerrière (11, 1952–1958, erzielte dabei 3 Tore)
- Bruno Ferrero (1, 1962)
- Jean Hédiart (1, 1956)
- Roger Piantoni (20, 1952–1957, erzielte dabei 12 Tore) danach 17 weitere Länderspiele für einen anderen Verein
- Georges Sesia (1, 1948)

### Auswahlspieler anderer Nationen
- Kurt Clemens (3 Länderspiele für das Saarland in seiner Zeit bei Nancy (1951–1953); stand auch in der Pokalendspielelf 1953)

### Weitere
- Christian Bottollier
- Jacques Favre
- Albert Guðmundsson
- Egon Jönsson
- Alberto Muro